# Чернівецька вулиця (Київ)
Черніве́цька ву́лиця — вулиця у Солом'янському районі міста Києва, місцевість Новокараваєві дачі. Пролягає від Відрадного проспекту до Кар'єрної вулиці.
Прилучаються вулиці Бориславська, Миронівська, Патріотів, Карпатська, Паустовського.

## Історія
Вулиця утворилася в 50-ті роки ХХ століття під назвою 435-а Нова. Сучасна назва — з 1944 року, на честь міста Чернівці.